# Cabildo colonial

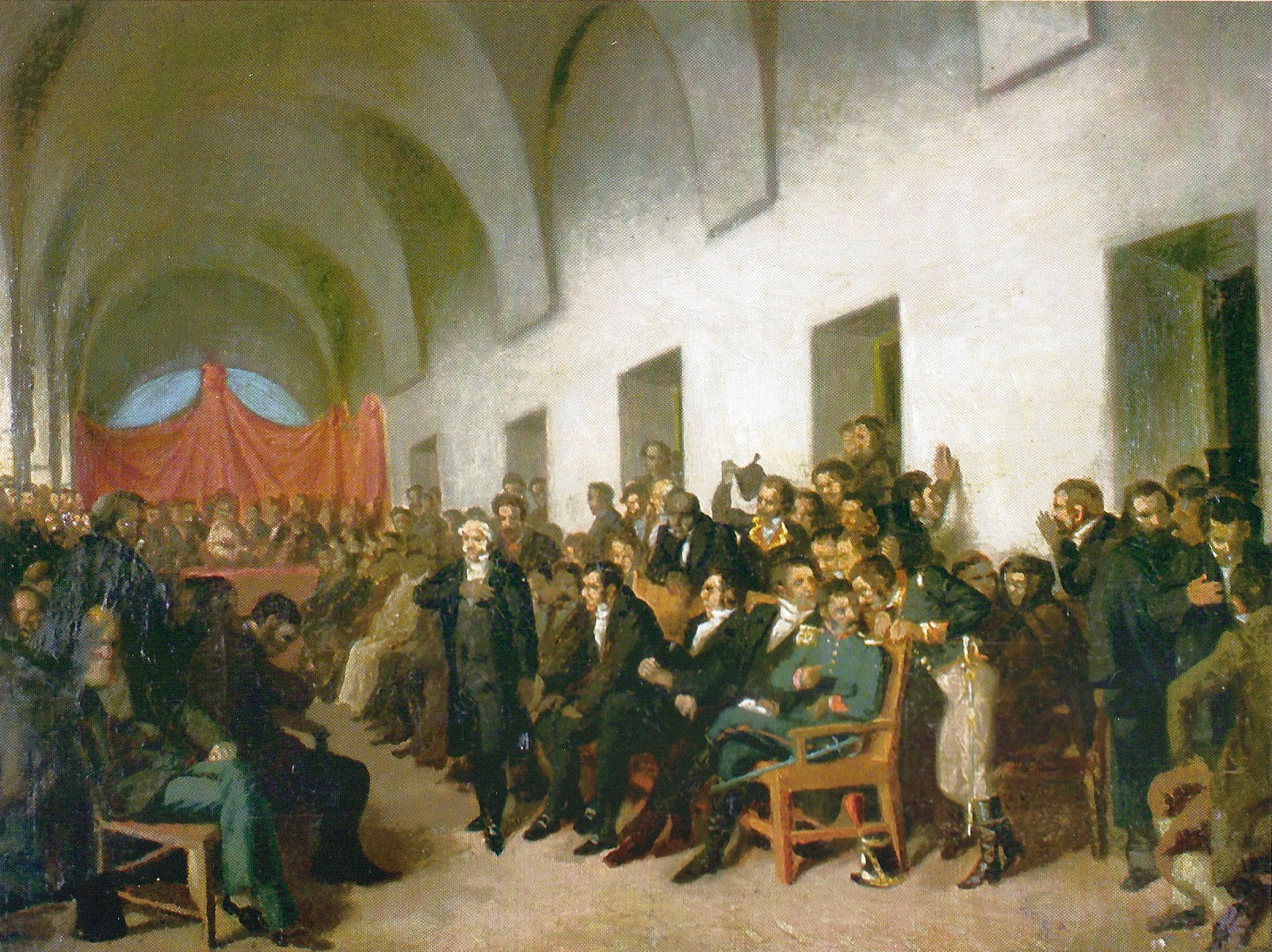
Cabildo aberto de Buenos Aires em que se declarou a Revolução de Maio (pintura de Juan Manuel Blanes).

Cabildo era uma corporação municipal instituída na América Espanhola durante o período colonial que se encarregava da administração geral das cidades coloniais. Era o órgão que dava representatividade legal à cidade, através do qual os habitantes resolviam os problemas administrativos, econômicos e políticos do município.
O cabildo é derivado de instituições similares da Espanha medieval, transplantadas à América pelos primeiros conquistadores já no século XVI. Os membros do cabildo eram escolhidos entre os principais habitantes da cidade, que detinham assim amplos poderes jurídicos e administrativos. Com o tempo, os cabildos foram perdendo muito do seu poder devido às tendências centralizadoras do poder colonial espanhol, que se observaram na América espanhola a partir do século XVIII. Os cabildos permaneceram, porém, como os representantes máximos da oligarquia dos criollos, os descendentes dos colonizadores espanhóis.
As sessões ordinárias dos cabildos resolviam vários tipos de problemas como a administração de bens comuns, o policiamento e higiene das ruas, ensino, abastecimento da cidade, determinação de valores de venda de serviços e bens, regulamentação de ofícios urbanos, regulamentação de um sistema de pesos e medidas. Também intervinham na ação da justiça na cidade.

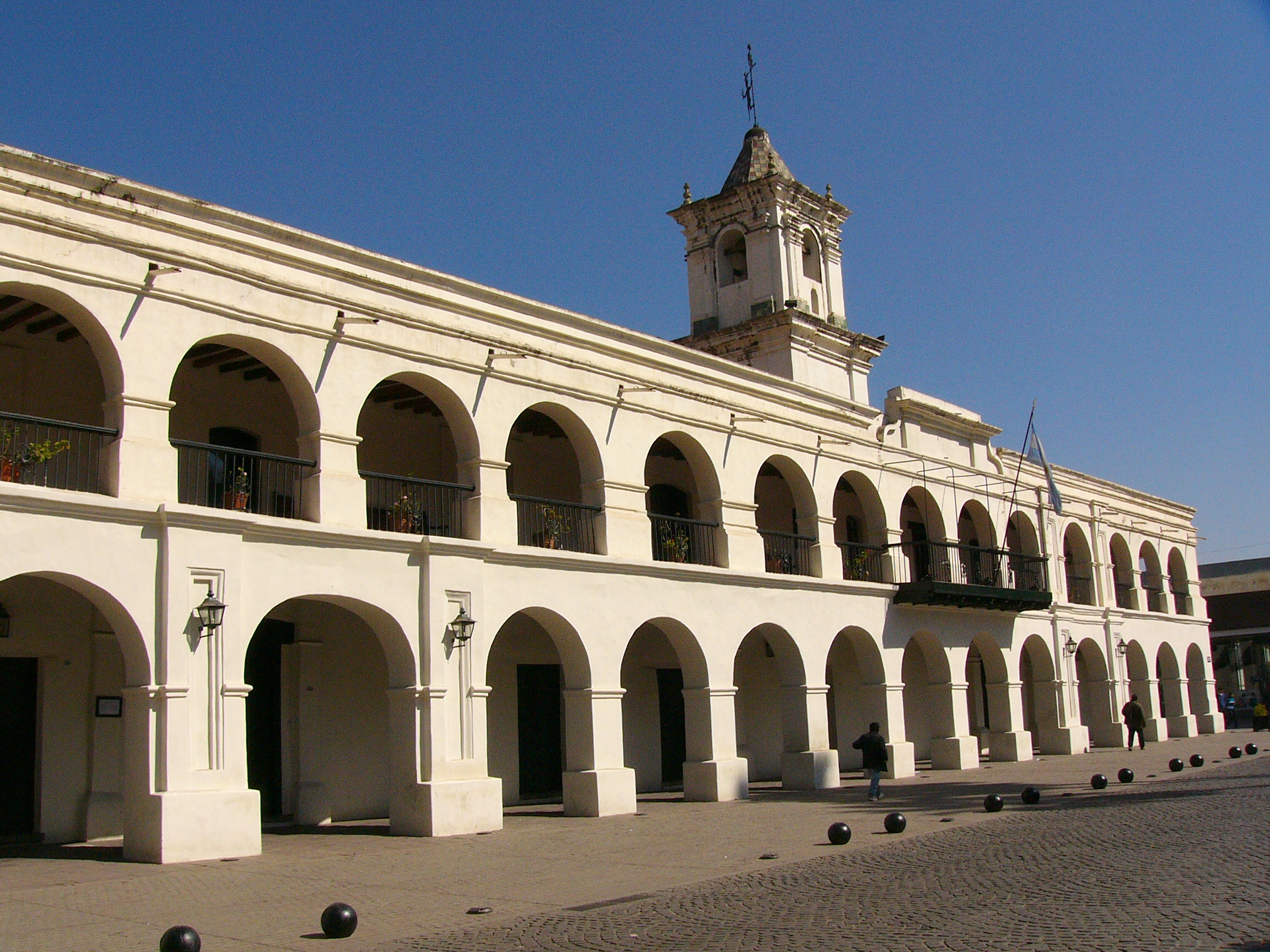
Edifício do cabildo de Salta, Argentina (séc XVIII).

Em situações extraordinárias podia haver um cabildo abierto, em que os cidadãos mais importantes da cidade eram também convocados para decidir algum tema de relevância especial. Foi num cabildo aberto, por exemplo, que foi declarada a Revolução de Maio de 1810 pelo Cabildo de Buenos Aires.